# Stachylina ceratopogonidarum
Stachylina ceratopogonidarum är en svampart som beskrevs av Lichtw. & Arenas 1996. Stachylina ceratopogonidarum ingår i släktet Stachylina och familjen Harpellaceae.   Inga underarter finns listade i Catalogue of Life.